# Hochzeitstorte

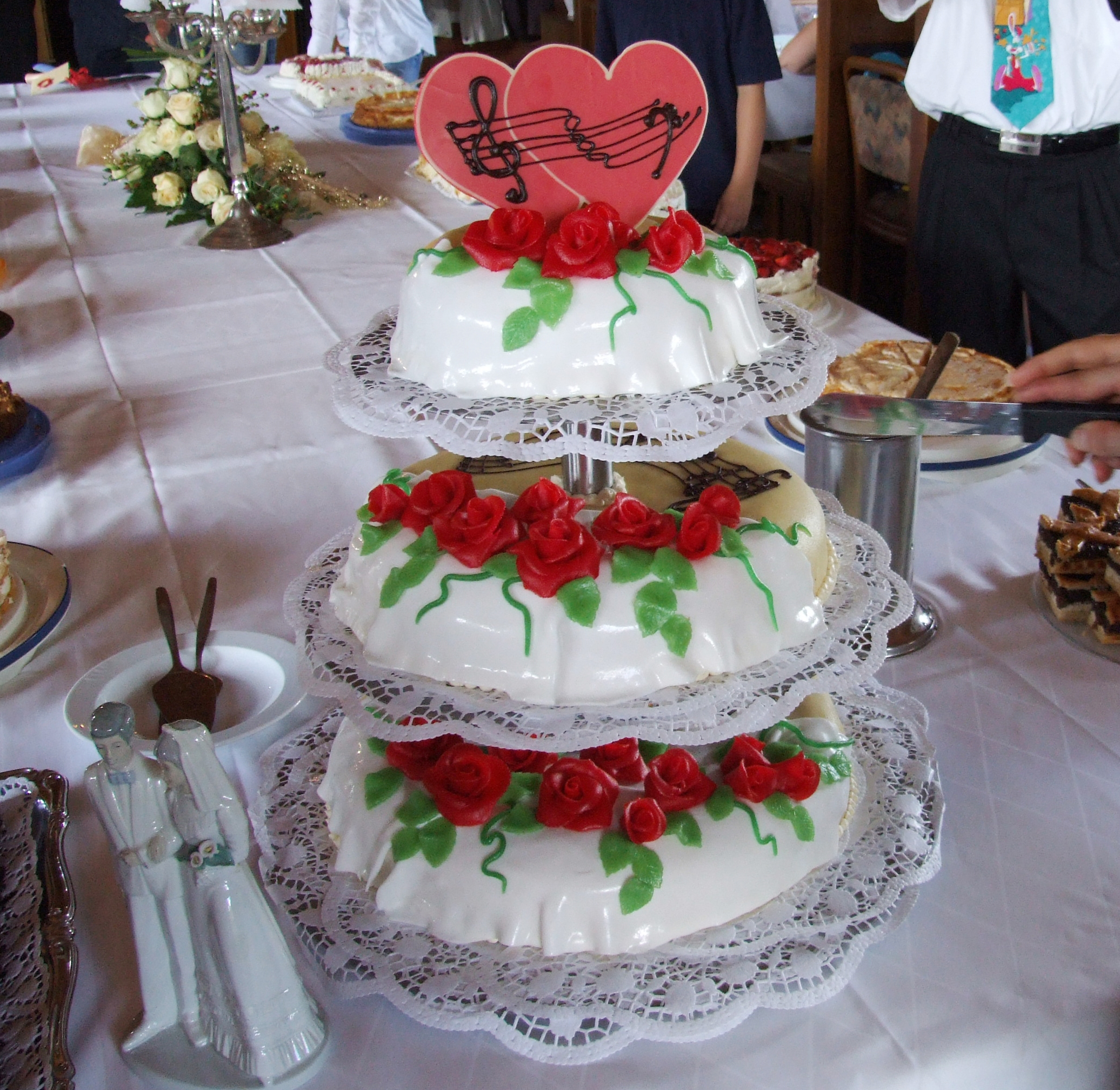
Hochzeitstorte

Ronald und Nancy Reagan (1952) schneiden ihre Hochzeitstorte an.

Eine Hochzeitstorte ist eine in der Regel mehrstöckige Torte, die den Mittelpunkt des Kuchenbuffets bei einer Hochzeitsfeier bildet. Hochzeitstorten sind meist mit Zuckerguss bestrichen und mit Zuckerguss oder Marzipan reich verziert. Gewählt werden meist typische Hochzeitsmotive wie Herzen, Rosen, Ringe, Figürchen gestaltet als Hochzeitspaar oder eine Widmung mit den Namen der Brautleute.
Die Hochzeitstorte ist oft mit einem Tortenaufsatz gekrönt. Die bekanntesten Tortenformen sind die selbsttragende Form, die Etagere, die Kasten- oder die Wendelform.
Ein typischer Hochzeitsbrauch ist, dass das Brautpaar das Kuchenbuffet durch gemeinsames Anschneiden der Hochzeitstorte eröffnet. Dabei wird darauf geachtet, wer die Hand oben hat, denn dieser Ehepartner soll in der Ehe das Sagen haben.
Hochzeitstorten gelten als besondere Herausforderung für die Kreativität und Kunstfertigkeit von Konditoren. In Ausnahmefällen, wie der letzten Hochzeit von Pamela Anderson, werden sie auch aus Pappmaché hergestellt.
In der Architektur gilt als Hochzeitstorte ein 1916 begründeter Baustil, bei dem sich Gebäude nach oben hin treppenartig verjüngen.

## Geschichte
Die Hochzeitstorte in heutiger Form entstand erst im 19. Jahrhundert, zunächst vermutlich in England, obwohl es bereits im antiken Rom Hochzeitskuchen gab. Für das Mittelalter gibt es keine Belege für einen derartigen Brauch. Mit der Entwicklung der Zuckerbäckerei wurde es beim Adel üblich, zu allen festlichen Anlässen reich dekorierte Torten anfertigen zu lassen, wobei es zunächst jedoch keine spezielle Hochzeitstorte gab. In England wurde die dreistöckige Torte durch die Hochzeit einer Tochter von Königin Viktoria im Jahr 1859 populär, wobei die beiden oberen Teile ausschließlich aus Zuckerguss bestanden. Bei der Heirat von Prinz Edward 1882 bestanden dann alle drei Etagen aus Torte. In Großbritannien ist die Hochzeitstorte üblicherweise mit einer harten Schicht aus Zuckerguss überzogen, die Royal Icing genannt wird.
Juristisches Aufsehen erregte eine solche am 5. Dezember 2017 im Fall Masterpiece Cakeshop v. Colorado Civil Rights Commission im Urteil des Obersten Gerichtshofs der Vereinigten Staaten, dass ein Konditor mit Hinweis auf die Religionsfreiheit die Herstellung einer Hochzeitstorte für eine gleichgeschlechtliche Hochzeitsfeier aus religiöser Überzeugung ablehnen kann.